# Martti Ahtisaari
Martti Oiva Kalevi Ahtisaari  /ˈmɑrtti ˈojʋɑ ˈkɑleʋi ˈɑħtiˌsɑːri/ (Viipuri, 23 de junio de 1937-Helsinki, 16 de octubre de 2023) fue un político finlandés, décimo presidente de Finlandia (1994-2000) y ganador del Premio Nobel de la Paz en 2008.

## Biografía
Martti Ahtisaari nació el 23 de junio de 1937 en la entonces ciudad finlandesa de Viipuri (hoy Víborg, Rusia), pues no fue hasta 1940 cuando la Unión Soviética se anexó ese territorio finlandés según el Tratado de Paz de Moscú que terminó la Guerra de Invierno. Su padre, Oiva Ahtisaari (cuyo abuelo Julius Marenius Adolfsen había emigrado con sus padres a Finlandia en 1872 desde Tistedalen, Noruega) adquirió la ciudadanía en 1929 y cambió su apellido a Adolfsen en 1937. Durante la guerra, su padre fue al frente como suboficial mecánico del ejército, mientras que su madre, Tyyne, se trasladó a Kuopio para escapar del peligro. Kuopio fue el lugar en donde Martti Ahtisaari pasó la mayor parte de su infancia, asistiendo a la escuela "Kuopion Lyseo". En Oulu en el norte de Finlandia llegó a ser profesor y después aceptó un puesto de profesor de deporte en Karachi (Pakistán). Cuando contaba veinte y ocho años, el Gobierno de Finlandia le encargó la creación de una agencia de cooperación al desarrollo. A la edad de treinta y seis años, el presidente finlandés Urho Kekkonen nombró a Martti Ahtisaari como embajador en Tanzania.En 1977, en las Naciones Unidas lo nombraron como comisionado para Namibia,y trabajó como consejero durante las negociaciones que llevaron al país a la independencia en 1990.
En 1968, contrajo matrimonio con Eeva Irmeli Hyvärinen (n. 1936). La pareja tuvo un hijo, Marko Ahtisaari, un notable músico y compositor. 
Además formó parte de la AIESEC entre 1959 a 1963, que es una organización sin ánimo de lucro de jóvenes universitarios a nivel mundial.

### Presidente de Finlandia
En las elecciones presidenciales de 1994 fueron las primeras en las que se eligió el presidente por voto directo de los ciudadanos y no por los colegios electorales. Martti Ahtisaari aceptó la candidatura a la presidencia por el Partido Social Demócrata. Su intachable imagen política fue un factor importante en la elección, así como su visión de Finlandia como un participante activo en los asuntos internacionales. Ganó en la segunda ronda a su oponente, Elisabeth Rehn del Partido Popular Sueco.
Su mandato como presidente comenzó con un cisma en el seno del Partido del Centro encabezado por el primer ministro Esko Aho, quien no aprobó en la política exterior de Martti Ahtisaari. Viajó a menudo por Finlandia y el extranjero, lo que le granjeó una gran popularidad entre la población. 
Apoyó la entrada a la Unión Europea y, en un referéndum en 1994, el 56% de los votantes finlandeses se mostraron a favor de la adhesión. Negoció, junto con Víktor Chernomyrdin, el fin de los combates en Kosovo en 1999 dirigido por Slobodan Milošević.
A menudo se tropezó con la resistencia del Parlamento finlandés, que prefería una política más prudente en la política exterior. Le sucedió la ministra de Relaciones Exteriores, Tarja Halonen, quien se convirtió en la primera mujer como la presidenta de Finlandia.

### Carrera privada después de la presidencia
Desde de abandonar la presidencia el 1 de marzo del 2000, pues ha ocupado varios cargos en las diversas organizaciones internacionales. Desde el 2000 supervisó a pedido del Reino Unido el desarme del Ejército Republicano Irlandés (IRA).Junto a Cyril Ramaphosa de Sudáfrica llevó a cabo tres inspecciones de armas del IRA.
En 2005 fue nombrado como el enviado especial de las Naciones Unidas en el proceso negociaciones sobre el estatuto de Kosovo, encaminadas a resolver el largo conflicto entre Kosovo y Serbia. Durante dos años de negociación, pero sin éxito. En la última negociación en la cual participó, Martti Ahtisaari sugirió la independencia de Kosovo. La cual declaró su independencia de Serbia en febrero de 2008. En ese mismo año la Escuela Universitaria de Londres le otorgó un doctorado honoris causa. Que fue galardonado con el Premio Nobel de la Paz en 2008 «por su importante labor, en varios continentes y durante más de tres décadas, destinada a resolver los conflictos internacionales».
En 2000, fue elegido como presidente del International Crisis Group, con sede en Bruselas, que es una ONG a la que prometió $100.000 en fondos del gobierno en 1994, un mes después de ser elegido como Presidente de Finlandia. Posteriormente fue nombrado presidente emérito de dicha organización.

## Premios
- 1995: Premio Zamenhof para el Entendimiento Internacional, de la Asociación Universal de Esperanto
- 2000: Premio J. William Fulbright para el Entendimiento Internacional
- 2000: Premio de las Cuatro Libertades
- 2000: Premio de la Paz de Hesse
- 2004: Premio Oliver Tambo
- 2008: Premio Delta para el Entendimiento Global
- 2008: Premio Félix Houphouët-Boigny de la Paz
- 2008: Premio Nobel de la Paz

## Distinciones honoríficas
- Collar de la Orden de Isabel la Católica (1999)
- Caballero de la Orden de los Serafines (12 de abril de 1994)